# Білоострів (станція)
Білоострів (фін. Valkeasaari) — вузлова залізнична станція Жовтневої залізниці (32 км) на дільниці Санкт-Петербург-Фінляндський — Виборг між платформою Дібуни з одного боку і платформами Сонячне (Зеленогорського напрямку) та Курорт (Сестрорецького напрямку) з другого.
Станція розташована в муніципальному окрузі Білоострів, який з 1998 року входить до складу Санкт-Петербурга (раніше був селищем міського типу).
У 2007—2008 рр. на станції Білоострів була проведена реконструкція залізничних колій. Центральна острівна платформа Виборзького напрямку, що розташовувалася ліворуч від будівлі вокзалу, була демонтована і замінена на дві берегові платформи, розташовані праворуч від вокзалу.